# Gmina Örnsköldsvik
Gmina Örnsköldsvik (szw. Örnsköldsviks kommun) – gmina w Szwecji, w regionie Västernorrland, z siedzibą w Örnsköldsvik.
Pod względem zaludnienia Örnsköldsvik jest 39. gminą w Szwecji. Zamieszkuje ją 54 945 osób, z czego 49,99% to kobiety (27 467) i 50,01% to mężczyźni (27 478). W gminie zameldowanych jest 1191 cudzoziemców. Na każdy kilometr kwadratowy przypada 8,56 mieszkańca. Pod względem wielkości gmina zajmuje 14. miejsce.